# Таджей Гейл
Таджей Гейл (англ. Tajay Gayle) (нар. 2 серпня 1996) — ямайський легкоатлет, що спеціалізується у стрибках у довжину, чемпіон світу-2019.
У 2019 році визнаний «Спортсменом року» на Ямайці.
Таджей Гейл потрапив до фінальних змагань на чемпіонаті світу-2019 з найгіршим результатом за підсумками кваліфікації (7,89). Проте, це не завадило йому значно покращити особистий рекорд у фіналі (з 8,32 до 8,69) та піднятись на 10 сходинку в рейтингу стрибунів у довжину за всі часи.

## Виступи на основних міжнародних змаганнях
| Рік  | Змагання                                                                | Місто     | Місце | Примітки |
| ---- | ----------------------------------------------------------------------- | --------- | ----- | -------- |
| 2018 | Ігри Співдружності                                                      | Голд-Кост | 4     |          |
| 2018 | Чемпіонат Північної та Центральної Америки та країн Карибського басейну | Торонто   | 2     |          |
| 2019 | Панамериканські ігри                                                    | Ліма      | 2     |          |
| 2019 | Чемпіонат світу                                                         | Доха      | 1     | [ 1 ]    |